# Peter Creve
Peter Creve (ur. 17 sierpnia 1961 w Ostendzie) – belgijski piłkarz grający na pozycji prawego pomocnika. Był reprezentantem Belgii.

## Kariera klubowa
Swoją karierę piłkarską Creve rozpoczął w juniorach klubu KSV Bredene. W 1976 roku został zawodnikiem AS Oostende. W sezonie 1978/1979 zadebiutował w jego barwach w drugiej lidze belgijskiej. W debiutanckim sezonie spadł z klubem z Ostendy do trzeciej ligi.
Latem 1980 roku Creve przeszedł do pierwszoligowego KSK Beveren. W sezonie 1982/1983 zdobył z nim Puchar Belgii, a w sezonie 1983/1984 wywalczył z nim mistrzostwo Belgii. W Beveren grał do końca sezonu 1985/1986.
Latem 1986 Creve przeszedł do Club Brugge. Wraz z klubem z Brugii trzykrotnie został mistrzem Belgii w sezonach 1987/1988, 1989/1990 i 1991/1992, a także wicemistrzem w sezonie 1993/1994. Zdobył też Puchar Belgii w sezonie 1990/1991.
| Sezon   | Klub        | Kraj   | Rozgrywki     | Mecze | Gole |
| ------- | ----------- | ------ | ------------- | ----- | ---- |
| 1978/79 | AS Oostende | Belgia | Tweede klasse | 13    | 1    |
| 1979/80 | AS Oostende | Belgia | Derde klasse  | 26    | 5    |
| 1980/81 | KSK Beveren | Belgia | Eerste klasse | 19    | 2    |
| 1981/82 | KSK Beveren | Belgia | Eerste klasse | 30    | 3    |
| 1982/83 | KSK Beveren | Belgia | Eerste klasse | 31    | 3    |
| 1983/84 | KSK Beveren | Belgia | Eerste klasse | 31    | 5    |
| 1984/85 | KSK Beveren | Belgia | Eerste klasse | 28    | 3    |
| 1985/86 | KSK Beveren | Belgia | Eerste klasse | 31    | 4    |
| 1986/87 | Club Brugge | Belgia | Eerste klasse | 26    | 0    |
| 1987/88 | Club Brugge | Belgia | Eerste klasse | 28    | 0    |
| 1988/89 | Club Brugge | Belgia | Eerste klasse | 26    | 1    |
| 1989/90 | Club Brugge | Belgia | Eerste klasse | 25    | 2    |
| 1990/91 | Club Brugge | Belgia | Eerste klasse | 29    | 4    |
| 1991/92 | Club Brugge | Belgia | Eerste klasse | 31    | 0    |
| 1992/93 | Club Brugge | Belgia | Eerste klasse | 22    | 0    |
| 1993/94 | Club Brugge | Belgia | Eerste klasse | 5     | 0    |

## Kariera reprezentacyjna
W reprezentacji Belgii Creve zadebiutował 11 listopada 1987 w wygranym 3:0 meczu eliminacjach do Euro 88 z Luksemburgiem, rozegranym w Brukseli i w debiucie strzelił gola. Od 1987 do 1988 rozegrał w kadrze narodowej 3 mecze i strzelił 1 gola.